# Camp de Grande-Synthe
Le camp de Grande-Synthe, situé dans la commune de Grande-Synthe, dans la banlieue de Dunkerque (Nord), est un camp de réfugiés regroupant des personnes dont la liberté de circulation est bloquée à la frontière franco-britannique, tout comme à Calais. En février 2017, la population estimée était de 2 000 personnes. La très grande majorité sont des hommes.

## « Jungle » du Basroch (2005-2016)
Depuis le début des années 2000 des migrants tentent de passer vers l'Angleterre à partir de Dunkerque. Ils s'abritent dans des campements de fortune, notamment dans la commune de Grande-Synthe.  
En 2005, un campement informel s'est établi dans le quartier du Basroch de la commune de Grande-Synthe, à proximité de l'autoroute par laquelle s'effectuaient des tentatives de passage (notamment en passager clandestin) vers la Grande-Bretagne. Le campement regroupait des personnes principalement Kurdes originaires d'Irak, ainsi que d'autres nationalités (Iraniens, Syriens...). Dans le contexte d'une aggravation des conflits au Moyen-Orient, et d'une augmentation importante du nombre de réfugiés en Europe, la population de ce campement est passée de 80 personnes au printemps 2015 à près de 3 000 à l'hiver 2015. Le campement comptait de nombreuses familles, y compris de jeunes enfants et femmes enceintes. Situé sur une zone inondable, le campement était particulièrement boueux et insalubre. L'aide était assurée exclusivement par le secteur associatif.

La CNCDH indique dans un avis du 7 juin 2016 : 

« En janvier 2016, près de 3 000 personnes vivaient dans une totale promiscuité sur le terrain du Basroch, dans des conditions épouvantables, sous des abris de fortune dangereux et insalubres (bâches, tentes et cabanes précaires), dans un état de détresse et de dénuement total. L'aide aux migrants était exclusivement apportée par le secteur associatif (Secours Catholique, MSF, Salam, Terre d'errance, Emmaüs, etc.) et par de nombreux bénévoles britanniques qui travaillaient dans des conditions matérielles extrêmement rudes en étant contraint de "gérer la pénurie". »

Ce campement du Basroch a été détruit après le transfert des habitants dans le camp humanitaire de La Linière, en mars 2016. Un écoquartier doit être construit sur le site.

## Camp humanitaire de la Linière  (mars 2016)
Avec l'arrivée de l'hiver, le maire de la commune, Damien Carême, a souhaité la création d'un camp humanitaire pour mettre à l'abri ces personnes. Il a sollicité l'ONG Médecins Sans Frontières qui a accepté de construire un camp humanitaire sur un terrain appartenant à la commune, dit "La Linière".   
Ce camp se situe à 1,5 km (50° 59′ 46″ N, 2° 17′ 11″ E) de l'ancienne jungle ; il est constitué de cabanons en bois de 8 à 10 m2 chacun destinés à recevoir 4 personnes.  
Le camp a été édifié pour un coût de 3,5 millions d'euros, dont une majorité sur fonds propres par l'ONG Médecins sans frontières (2,6 millions d'euros), le restant étant apporté par la ville de Grande-Synthe et la communauté d'agglomération de Dunkerque (900 000 euros). La gestion du quotidien était initialement assurée par les associations, coordonnées par Utopia56, association composée uniquement de bénévoles.   
Il est équipé de sanitaires, de cuisines collectives, d'espaces de sociabilité. Les soins médicaux sont assurés par Médecins du Monde, Médecins Sans Frontières, Gynécologie sans Frontières et la Croix-Rouge. Les enfants sont scolarisés dans la commune de Grande-Synthe.  
Depuis juin 2016, les frais de fonctionnement sont pris en charge par l'État qui mandate une association prestataire, l'AFEJI.  
À l'automne 2016, le camp de La Linière comptait environ 1 300 personnes. La mairie et l'État ont déclaré souhaiter sa fermeture progressive, ce qui a suscité l'indignation des associations et ONG.  
Dans la nuit du 10 avril 2017 au 11 avril 2017, une rixe entre ethnies éclate dans le camp et provoque un gigantesque incendie qui ravage la moitié du camp composé de chalets en bois.

## Gymnase (2018-2019)
Durant la vague de froid de décembre 2018, le gymnase de Grande-Synthe ouvre ses portes aux migrants. En 2019, ils y sont 800. Son évacuation est annoncée en août 2019.

## Camp à Grande-Synthe (2020-2021)
Un camp illicite d'un millier de personnes qui se sont à nouveau installées à Grande-Synthe est démantelé le 16 novembre 2021.

## Insécurité, criminalité
Les femmes et les enfants sont considérés comme des proies par des hommes, les viols et les passages à tabac sont nombreux et restent impunis.
En décembre 2015, un Iranien converti au christianisme a été tué en raison de sa conversion.

## Projets artistiques
Le documentaire Nulle Part en France (2016), réalisé par Yolande Moreau, a été tourné dans le campement du Basroch. 
L'association Actes et Cités s'est engagée dans des projets architecturaux pour améliorer le quotidien du camp de la Linière.

### Filmographie
- 2018 : Grande-Synthe, la ville où tout se joue de Béatrice Camurat Jaud
- 2020 : « La Jungle de Dunkerque (Le voyage d’un réfugié vers Londres) - Tënk », sur www.tenk.fr (consulté le 8 janvier 2021)Hors Champ, « La Jungle de Dunkerque », sur Hors Champ, 18 août 2020 (consulté le 8 janvier 2021)